# Swiss Open 1986
Die Swiss Open 1986 im Badminton fanden vom 15. bis zum 16. März 1986 im Patinoire de Malley in Lausanne statt. Es war die 24. Austragung der internationalen Titelkämpfe im Badminton in der Schweiz.

## Finalresultate
| Disziplin    | Sieger                         | Finalist                       | Ergebnis           |
| ------------ | ------------------------------ | ------------------------------ | ------------------ |
| Herreneinzel | Chris Jogis                    | Peter Skole                    | 15:5, 15:9         |
| Dameneinzel  | Monique Hoogland               | Suneeta Khare                  | 11:8, 12:10        |
| Herrendoppel | Ron Michels Hendrik Rozemeijer | Peter Skole Jürgen van der Pot | 15:9, 11:15, 15:11 |
| Damendoppel  | Monique Hoogland Paula Kloet   | Doris Piché Chantal Jobin      | 15:8, 15:9         |
| Mixed        | Alex Meijer Paula Kloet        | Ron Michels Monique Hoogland   | 15:4, 18:14        |